# Clay Shirky
Clay Shirky (n. 1964) es profesor adjunto de la Universidad de Nueva York y experto en redes sociales. Es autor de diversas publicaciones que analizan el impacto de Internet y las nuevas tecnologías en las personas, las empresas y en la sociedad. Ha publicado artículos en medios tan prestigiosos como el periódico The New York Times o la revista Wired.
Desde la aparición en 2008 de su libro Here Comes Everybody se ha revelado como uno de los pensadores más influyentes en el campo de Internet y las redes sociales. En esta obra aborda las repercusiones de los nuevos medios digitales en la capacidad de organizarse y colaborar en acciones colectivas sin necesidad de las estructuras tradicionales. En su libro Cognitive Surplus (2010) retoma el concepto de cooperación. La sociedad actual dispone de gran cantidad de tiempo libre que dedica a contribuir y colaborar en proyectos tan enriquecedores como Wikipedia. Shirky afirma que las nuevas tecnologías nos permiten unir esfuerzos y que en muchos casos eso hacemos de forma altruista y generosa porque ello satisface nuestras ansiedades humanas ancestrales de compartir, de relacionarse, de cooperar, de ser creativos.

## Trabajos
- The Internet by E-Mail (1994) – ISBN 1-56276-240-0
- Voices from the Net (1995) – ISBN 1-56276-303-2
- P2P Networking Overview (2001) – ISBN 0-596-00185-1
- Planning for Web Services: Obstacles and Opportunities (2003) – ISBN 0-596-00364-1
- Artículos publicados en The Best Software Writing I, Joel Spolsky ed. (2005) - ISBN 1-59059-500-9:
  - A Group is its Own Worst Enemy por Clay Shirky
  - Group as User: Flaming and the Design of Social Software por Clay Shirky
- Here Comes Everybody I Here Comes Everybody: The Power of Organizing Without Organizations (2008) – ISBN 978-1-5942-0153-0
- Cognitive Surplus: Creativity and Generosity in a Connected Age (2010) – ISBN 978-1-59420-253-7